# Oligodon ancorus
Espèce
Synonymes
- Xenodon ancorus  Girard, 1858
- Simotes purpurascens Günther, 1858
- Simotes aphanospilus Cope, 1860
- Simotes phaenochalinus Cope, 1860
- Holarchus burksi Taylor, 1918
- Oligodon rhombifer Werner, 1924

Statut de conservation UICN

 NT  : Quasi menacé
Oligodon ancorus est une espèce de serpent de la famille des Colubridae.

## Répartition
Cette espèce se rencontre :
- aux Philippines, sur les îles de Luçon et de Mindoro ;
- en Indonésie, sur l'île de Sumatra.

Cette distribution concerne à la fois Oligodon ancorus et Oligodon rhombifer, considéré comme synonyme par Tillack en 2008. Toutefois, selon Tillack et Günther en 2010, Oligodon ancorus ne serait pas présent à Sumatra.

## Publication originale
- Girard, 1858 "1857" : Descriptions of some new Reptiles, collected by the US. Exploring Expedition under the command of Capt. Charles Wilkes, U.S.N. Third Part. Proceedings of the Academy of Natural Sciences of Philadelphia, vol. 9, p. 181-182 (texte intégral).